# Rosco P. Coltrane
Rosco Pervis Coltrane è un personaggio immaginario della serie televisiva americana The Dukes of Hazzard, nota in Italia con il nome di Hazzard, in cui ricopre il ruolo dello sceriffo della Contea di Hazzard.
Nonostante i tentativi di incastrarli è in realtà un amico dei Duke.
È stato interpretato dall'attore James Best.

## Descrizione
(Boss Hogg a Rosco P. Coltrane)
Notoriamente non molto spigliato, è il fedele sottoposto di Boss Hogg, complice dei suoi sotterfugi per arricchirsi e per incastrare i Duke, ma sempre spaventato dalle conseguenze. La sua figura è quella di un uomo indeciso e pasticcione. Rimangono famosi il modo in cui dice il suo nome (sottolineando sempre la P) e la sua risata. Normalmente guida le vetture della polizia di contea, solitamente Dodge Monaco versioni 1974 e 1977, in alcune occasioni funge anche da autista per lo stesso Boss Hogg, spesso con risultati disastrosi.
Del passato di Rosco non si sa molto, ma si possono trovare alcune notizie sparse nel corso della serie. Nel primo episodio della prima stagione il narratore afferma che Rosco è in servizio da almeno 20 anni, periodo in cui la sua tutela della legge è stata pessima e disonesta. Più avanti nel corso della serie, però, un collega sceriffo di una contea vicina, indignato proprio dalla disonestà e dal disprezzo della legge di Rosco, lo accuserà ricordandogli che per molto tempo è stato "il miglior sceriffo dello stato (della Georgia)". Questo fatto non è quindi molto chiaro.
Al momento di congedarsi dalla polizia, gli abitanti di Hazzard si sono, per qualche ragione mai specificata, rifiutati di attribuire a Rosco la pensione, che si è ritrovato con solo 48 dollari sul conto corrente. Questo fatto ha portato ad un netto peggioramento nel carattere dello sceriffo, che ha deciso di prolungare il suo servizio ancora per qualche anno e di accaparrarsi quanto più denaro possibile agli ordini di Boss Hogg. Rosco, in uno dei suoi rari sfoghi, si mostra particolarmente risentito verso Hazzard proprio a causa di questo evento, che usa per giustificare i suoi traffici illegali con Boss. Lo stesso vicesceriffo Enos Strate, personaggio molto ingenuo ma particolarmente onesto, ammette che Rosco avrebbe avuto diritto alla sua pensione.
Nonostante non approvi, nel profondo, i metodi di Boss Hogg, viene spesso costretto a partecipare ai suoi traffici con i criminali sotto la minaccia di divorziare dalla sorella Lulù e di rimandarla a casa a vivere con lui. Tale minaccia è piuttosto ricorrente nel corso della serie.
Rosco vive con sua madre, molto ossessiva e protettiva nei confronti del figlio, fortemente decisa a non perderlo. probabilmente proprio per l'interesse nell'avere un parente vicino per badare a lei, con l'avanzare dell'età.
In un episodio della terza stagione Rosco decide di sposarsi con una donna conosciuta per corrispondenza, ma alla fine essa si rivela una criminale già sposata con un rapinatore di banche. Il matrimonio, di fatto, viene quindi annullato.
Nello stesso episodio Rosco afferma di aver compiuto 48 anni, ma ciononostante "mangia ancora i piselli con le mani", a detta della madre.
Ha un cane Basset Hound di nome Flash.
Nella seconda stagione abbandona per cinque puntate la serie.